# 村上康二郎
村上 康二郎（むらかみ やすじろう、1971年 - ）は、日本の法学者、情報学者。情報セキュリティ大学院大学教授。学位は、博士（情報学）、修士（法学）。

## 経歴
1971年に東京都で生まれる。1990年に慶應義塾高等学校を卒業、1994年に慶應義塾大学法学部法律学科を卒業後、慶應義塾大学大学院法学研究科修士課程を修了する。慶應義塾大学大学院法学研究科博士課程単位取得満期退学後、情報セキュリティ大学院大学情報セキュリティ研究科博士課程を修了する。東京工科大学工学部専任講師、武蔵野大学現代社会学部非常勤講師を経て、東京工科大学メディア学部専任講師、慶應義塾大学非常勤講師を歴任。東京工科大学メディア学部准教授、東京工科大学教養学環教授を経て、2022年に情報セキュリティ大学院大学情報セキュリティ研究科教授に就任。専門分野は、サイバー法、情報法、情報倫理、憲法、知的財産法、民事法。

## 略歴
- 1971年 - 東京都生まれ
- 1990年3月 - 慶應義塾高等学校卒業
- 1994年3月 - 慶應義塾大学法学部法律学科卒業 (学士（法学）)
- 1998年3月 - 慶應義塾大学大学院法学研究科博士前期課程修了 (修士（法学）)
- 2002年3月 - 慶應義塾大学大学院法学研究科博士後期課程単位取得満期退学。
- 2002年4月 - 東京工科大学工学部講師
- 2003年4月 - 東京工科大学メディア学部講師
- 2009年9月 - 情報セキュリティ大学院大学情報セキュリティ研究科博士後期課程修了。タイトルは「個人情報保護の基礎理論に関する研究―情報プライバシー権の日米比較―」[4][5]。(博士（情報学）)
- 2010年4月 - 東京工科大学メディア学部准教授
- 2020年4月 - 東京工科大学教養学環教授
- 2022年4月 - 情報セキュリティ大学院大学情報セキュリティ研究科教授

## 著書
- 『バイオメトリックセキュリティ・ハンドブック』、オーム社、2006年11月、ISBN 4-2745-0089-6
- 『プライバシー影響評価PIAと個人情報保護』、中央経済社、2010年3月、ISBN 4-5029-9230-5